# Irlande au Concours Eurovision de la chanson 2024
L'Irlande est l'un des trente-sept pays participant au Concours Eurovision de la chanson 2024 qui se déroule à Malmö en Suède. Le pays, représenté par Bambie Thug, avec la chanson Doomsday Blue, termine à la 6e place lors de la finale du concours, recevant un total de 278 points et réalisant ainsi son meilleur classement depuis Concours Eurovision de la chanson 2000.

## Sélection
Le diffuseur Raidió Teilifís Éireann (RTÉ) confirme la participation de l'Irlande au Concours Eurovision de la chanson 2024 le 11 mai 2023. Le 15 juin même, il est confirmé que la chanson sera sélectionnée dans les mêmes conditions que l'édition précédente, c'est-à-dire au moyen de la présélection télévisée Eurosong, dans un numéro spécial du Late Late Show; la période de candidatures est d'ailleurs déclarée ouverte par la même occasion.

### Participants
Entre l'ouverture de la période de candidatures le 15 juin 2023 et sa fermeture le 20 octobre — bien que celle-ci ait originellement été annoncée pour le 29 septembre —, environ 380 chansons sont reçues par la RTÉ.
Les six finalistes sont révélés au public au cours du Ray D'Arcy Show sur RTÉ Radio 1, entre le 8 et le 12 janvier 2024.
| Artiste               | Titre              | Langue             | Paroles & musique                                                                 |
| --------------------- | ------------------ | ------------------ | --------------------------------------------------------------------------------- |
| Ailsha                | Go Tobann          | Irlandais, anglais | Ailsha Davey, Peadar Connolly-Davey                                               |
| Bambie Thug           | Doomsday Blue      | Anglais            | Cuntry Ray Robinson, Olivia Cassy Brooking, Sam Matlock, Tyler Ryder              |
| Erica-Cody            | Love Me like I Do  | Anglais            | Aimée Fitzpatrick, Erica-Cody Kennedy Smith, Richey McCourt, Ruth-Anne Cunningham |
| Isabella Kearney      | Let Me Be the Fire | Anglais            | Isabella Kearney-Nurse                                                            |
| JyellowL feat. Toshín | Judas              | Anglais            | Gavin Wigglesworth, Jean-Luc Uddoh                                                |
| Next in Line          | Love like Us       | Anglais            | Bill Maybury, Joe Rubel                                                           |

### Finale
La finale se tient le 26 janvier 2024 à Dublin, lors du Late Late Show : Eurovision Special. L'ordre de passage a été annoncé le 14 janvier 2024.

L'émission est animée par Patrick Kielty. Les vainqueurs ukrainiens du Concours Eurovision de la chanson 2022, Kalush Orchestra, ainsi que la représentante irlandaise de la même année, Brooke Scullion, ont assuré l'entracte, interprétant leur chanson respective: Stefania et That's Rich.
- Première place
- Deuxième place
- Troisième place
- Dernière place

| Ordre | Artiste               | Titre              | Jury | Jury  | Télévote | Total | Place |
| Ordre | Artiste               | Titre              | Irl. | Intl. | Télévote | Total | Place |
| ----- | --------------------- | ------------------ | ---- | ----- | -------- | ----- | ----- |
| 1     | Isabella Kearney      | Let Me Be the Fire | 4    | 2     | 2        | 8     | 6     |
| 2     | Bambie Thug           | Doomsday Blues     | 12   | 8     | 12       | 32    | 1     |
| 3     | JyellowL feat. Toshín | Judas              | 8    | 4     | 4        | 16    | 5     |
| 4     | Ailsha                | Go tobann          | 10   | 6     | 8        | 24    | 3     |
| 5     | Next in Line          | Love like Us       | 2    | 12    | 10       | 24    | 2     |
| 6     | Erica-Cody            | Love Me like I Do  | 6    | 10    | 6        | 22    | 4     |

À la suite de leur victoire, c'est donc Bambie Thug qui représente l'Irlande au Concours Eurovision de la chanson 2024, avec la chanson Doomsday Blue.

## À l'Eurovision
À l'Eurovision, l'Irlande participe à la première demi-finale le 7 mai 2024. Y terminant 3e avec 124 points, le pays se qualifie en finale, où il termine 6e avec 278 points.